# Pil'ninskij rajon
Il Pil'ninskij rajon (in russo Пильнинский район?) è un rajon dell'Oblast' di Nižnij Novgorod, nella Russia europea; il capoluogo è Pil'na.